# ENDURANCE
Pour les articles homonymes, voir Endurance (homonymie).
ENDURANCE (Environmentally Non-Disturbing Under-ice Robotic Antarctic Explorer) est un robot subaquatique autonome spécialement conçu pour explorer, étudier et cartographier en trois dimensions l'environnement écologique et géochimique des zones immergées de l'Antarctique.
Le nom ENDURANCE est un rétroacronyme faisant référence au nom du navire d'Ernest Shackleton qui a exploré l'Antarctique au début du XXe siècle Endurance (et a fini broyé par les glaces).

## Conception

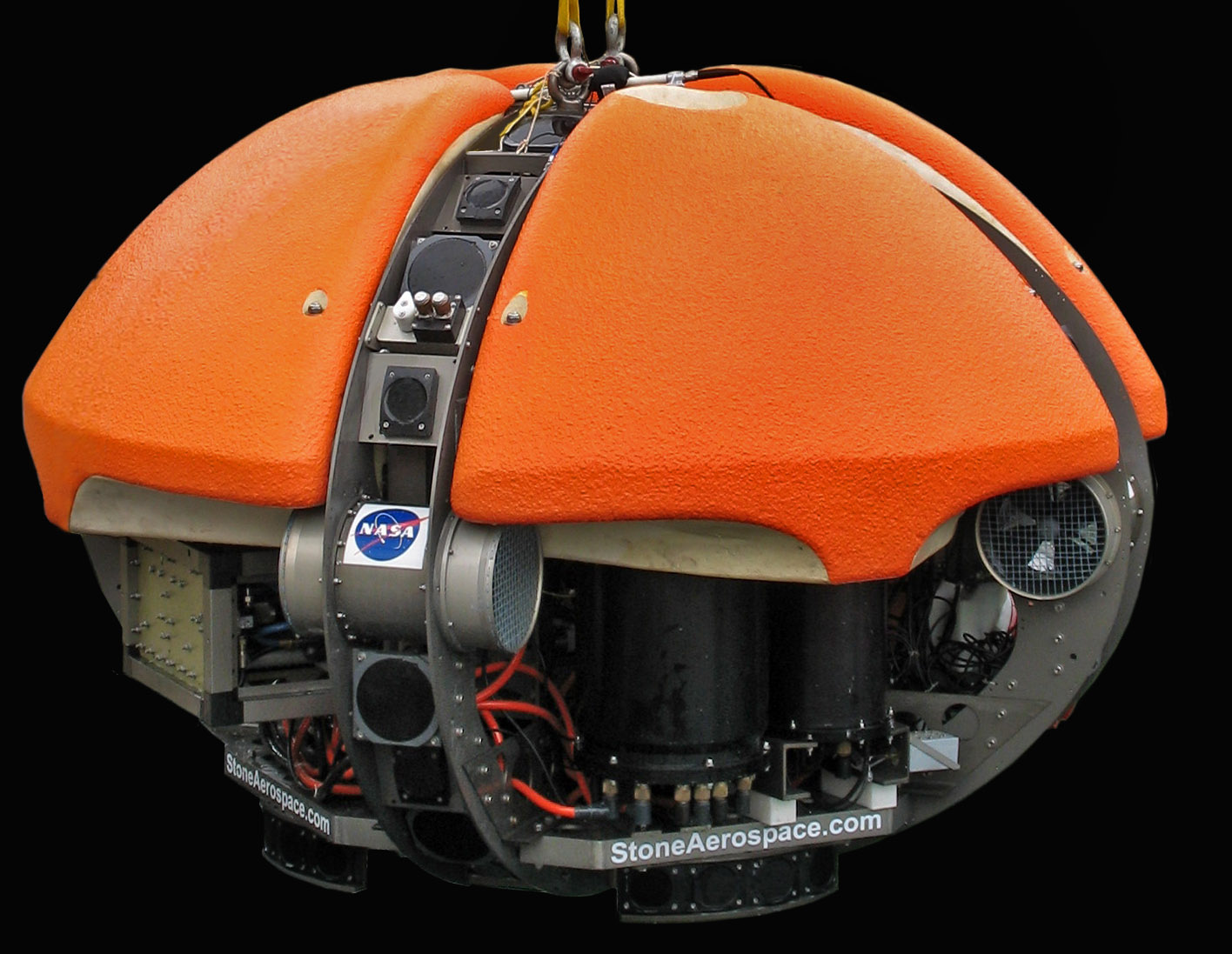
le DEPTHX (2007) qui est la version qui a précédé et inspiré l'ENDURANCE

Ce robot de type ROV (ou AUV pour Autonomous underwater vehicle) a été construit et dessiné par la société américaine Stone Aerospace (en), comme version améliorée d'un précédent robot d'exploration : le DEPTHX (voir photo).
La forme globale du DEPTHX a été conservée, mais le robot a été significativement reconfiguré pour être adapté aux conditions difficiles de l'Antarctique. Il est également conçu pour avoir aussi peu d'impacts négatifs que possible sur le milieu qu'il explore .

## Financement et gouvernance du projet
Le projet ENDURANCE a été cofinancé (2,3 millions $) par la NASA (programme « Astrobiology Science and Technology for Exploring Planets » ou ASTEP) et le National Science Foundation's United States Antarctic Program.
Le porteur principal du projet était le scientifique Peter Doran (en) de l'Université de l'Illinois de Chicago, assisté de 
Bill Stone, PDG de Stone Aerospace et du Dr. John Priscu (en) (de la Montana State University) et du Dr. Christopher McKay (en) (planétologue au Ames Research Center de la NASA).

## Tests dans le Lac Bonney
L'engin a été utilisé durant deux saisons (2008 et 2009) pour explorer le Lac Bonney  (77° 43′ S, 162° 22′ E ), un lac salé recouvert toute l'année par de la glace, qui se trouve à l'extrémité ouest de la Vallée de Taylor (vallée située la plus au sud des trois vallées sèches de McMurdo en Antarctique). Il a fallu creuser un puits de 5 m de profondeur au travers de la glace pour permettre au robot de rejoindre le lac.
Ces tests ont notamment permis d'apporter des données nouvelles sur un environnement liquide terrestre toujours couvert de glace, mais qu'une petite quantité de lumière peut traverser. On savait que de tels lacs peuvent jouer un rôle d'oasis pour la vie dans un milieu quasi-désertique, et qu'il existe une stratification des couches d'eau, des mouvements internes de la masse d'eau, ainsi que des variations saisonnières d'épaisseur et de qualité de la couverture neigeuse et de glace qui influe sur le passage de la lumière dans le milieu liquide sous-jacent là où il existe. Mais jusqu'alors, seuls quelques prélèvements avaient pu être faits dans cette région et l'on ignorait si sous la couche permanente de glace le milieu de ce lac salé était homogène ou non pour ses caractéristiques abiotiques, biotiques, écologique et biogéochimiques selon la profondeur et le lieu de la colonne d'eau. Grâce aux capacités de repérage du robot dans l'espace et à ses capacités d'échantillonnage in situ, une grille d'échantillonnage horizontale de 100 × 100 m (à une résolution verticale de 0,2 m) a pu être mise en œuvre. Le robot a aussi pu évaluer l'épaisseur de la glace ; il a photographié le ciel au travers de la glace (photos qui ont permis d'évaluer la quantité et la distribution des sédiments présents à la surface et à l'intérieur de cette glace. le rayonnement photosynthétiquement actif (RPA) a pu être évalué dans la colonne d'eau, en lien avec des données recueillies sur les communautés phytoplanctoniques en place ; microalgues et bactéries photosynthétiques  (le robot disposait d'une sonde comprenant un appareil de mesure de la chlorophylle). Ce robot a permis de collecter d'importantes données sur la photosynthèse dans ce type de lac, et de montrer que l'hétérogénéité de ce type d'environnement existe et a une grande importance écologique : là où la glace est plus fine (les sédiments éoliens peuvent notamment contribuer à la faire fondre) ou là où la glace est claire et laisse passer la lumière, la concentration en chlorophylle-a augmente selon l'importance des communautés phytoplanctoniques (avec un phénomène d'auto-ombrage possible, si une couche plus dense de plancton absorbe une grande partie de la lumière dans le haut de la colonne d'eau). Ceci montre que des analyses limnologiques « ponctuelles » ne peuvent permettre de comprendre ce type d'écosystèmes qui doivent donc être explorés à des échelles tridimensionnelle et temporelle suffisantes.

## Prospective: vers une exploration de l'océan subglaciaire d'Europe?
La NASA prévoit de s'appuyer sur les retours d'expérience acquis lors des tests faits en Antarctique pour préparer un robot capable d'explorer des objets de notre système solaire connus pour abriter des masses ou étendues d'eau considérables, comme la lune de Jupiter, Europe, qui abrite très probablement un océan subglaciaire.